# New York Jets 2006
La stagione 2006 dei New York Jets è stata la 37ª della franchigia nella National Football League, la 47ª complessiva. Fu anche la prima stagione col debuttante capo-allenatore Eric Mangini, che Herman Edwards lasciò la squadra per allenare i Kansas City Chiefs. Nonostante le aspettative modeste, la squadra terminò con un record di 10–6, vincendo cinque delle ultime sei fare, centrando un posto nei playoff. Nel primo turno fu eliminata dai Patriots per 37–16.

## Scelte nel Draft 2006

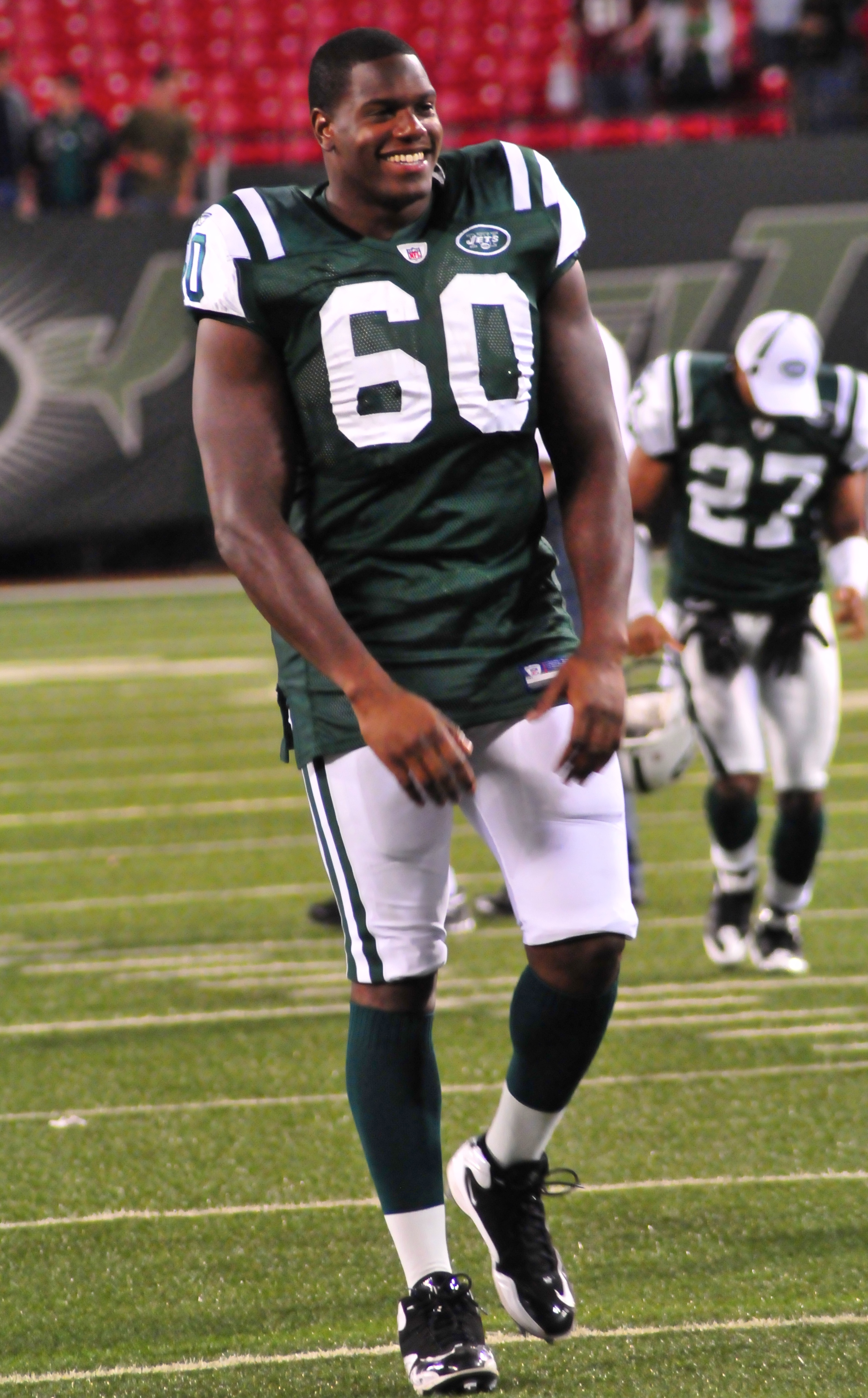
D'Brickashaw Ferguson fu scelto come quarto assoluto dai Jets nel draft 2009

| Scelte dei Jets nel Draft 2006 | Scelte dei Jets nel Draft 2006 | Scelte dei Jets nel Draft 2006 | Scelte dei Jets nel Draft 2006 | Scelte dei Jets nel Draft 2006 |
| Giro                           | Scelta                         | Giocatore                      | Ruolo                          | College                        |
| ------------------------------ | ------------------------------ | ------------------------------ | ------------------------------ | ------------------------------ |
| 1                              | 4                              | D'Brickashaw Ferguson          | Offensive tackle               | Virginia                       |
| 1                              | 29                             | Nick Mangold                   | Centro                         | Ohio State                     |
| 2                              | 49                             | Kellen Clemens                 | Quarterback                    | Oregon                         |
| 3                              | 76                             | Anthony Schlegel               | Linebacker                     | Ohio State                     |
| 3                              | 97                             | Eric Smith                     | Safety                         | Michigan State                 |
| 4                              | 103                            | Brad Smith                     | Wide receiver                  | Missouri                       |
| 4                              | 117                            | Leon Washington                | Running back                   | Florida State                  |
| 5                              | 150                            | Jason Pociask                  | Tight end                      | Wisconsin                      |
| 6                              | 189                            | Drew Coleman                   | Cornerback                     | TCU                            |
| 7                              | 220                            | Titus Adams                    | Defensive tackle               | Nebraska                       |

## Roster
| Roster dei New York Jets nel 2006 |
| --- |
| Quarterback - 10 Chad Pennington - 11 Patrick Ramsey Running Back - 35 B.J. Askew FB - 32 Kevan Barlow - 23 Derrick Blaylock - 34 Cedric Houston - 45 Stacy Tutt FB - 29 Leon Washington Wide Receiver - 87 Laveranues Coles - 89 Jerricho Cotchery - 17 Tim Dwight - 81 Justin McCareins - 16 Brad Smith QB - 15 Wallace Wright Tight End - 86 Chris Baker - 82 Jason Pociask - 88 Sean Ryan Offensive Linemen - 68 Anthony Clement T - 60 D'Brickashaw Ferguson T - 79 Adrian Jones T - 64 Norm Katnik C - 66 Pete Kendall G - 62 Matt McChesney G - 74 Nick Mangold C - 65 Brandon Moore G Defensive Linemen - 92 Shaun Ellis DE - 91 Sione Pouha NT - 63 Dewayne Robertson NT - 99 Bryan Thomas DE - 67 Kimo von Oelhoffen DT Linebacker - 50 Eric Barton ILB - 58 Matt Chatham OLB - 54 Victor Hobson OLB - 51 Jonathan Vilma ILB Defensive Back - 36 David Barrett CB - 30 Drew Coleman CB - 26 Erik Coleman SS - 21 Andre Dyson CB - 22 Justin Miller CB/KR - 25 Kerry Rhodes FS - 33 Eric Smith S Special Team - 85 James Dearth LS/TE - 7 Ben Graham P - 1 Mike Nugent K Lista delle riserve - 71 Wade Smith T (IR) , * 40 Joe Kowalewski FB/TE nella squadra di allenamento |
| Legenda - I rookie sono in corsivo. - Il primo ruolo è il principale mentre gli eventuali successivi indicano i ruoli secondari. - (IR) sta per Injured Reserve ed indica la lista ristretta per un solo giocatore infortunato che può tornare ad allenarsi dopo la settimana 6 e a rientrare in prima squadra dopo che questa ha giocato 8 partite. - (NF-Inj.) / (NF-Ill.) stanno rispettivamente per Non-Football Injured e Non-Football Illness ed indicano le liste dove viene inserito un giocatore che ha un infortunio o una malattia non dipendente dal football americano. - (PUP) sta per Physically Unable to Perform ed indica la lista dove viene inserito un giocatore mentre è in attesa di recuperare la condizione fisica. Nella stagione regolare dopo la sesta partita giocata dalla propria squadra, il giocatore ha tempo tre settimane per riprendere ad allenarsi, più tre settimane aggiuntive dal suo rientro agli allenamenti per rientrare in prima squadra. |

## Calendario

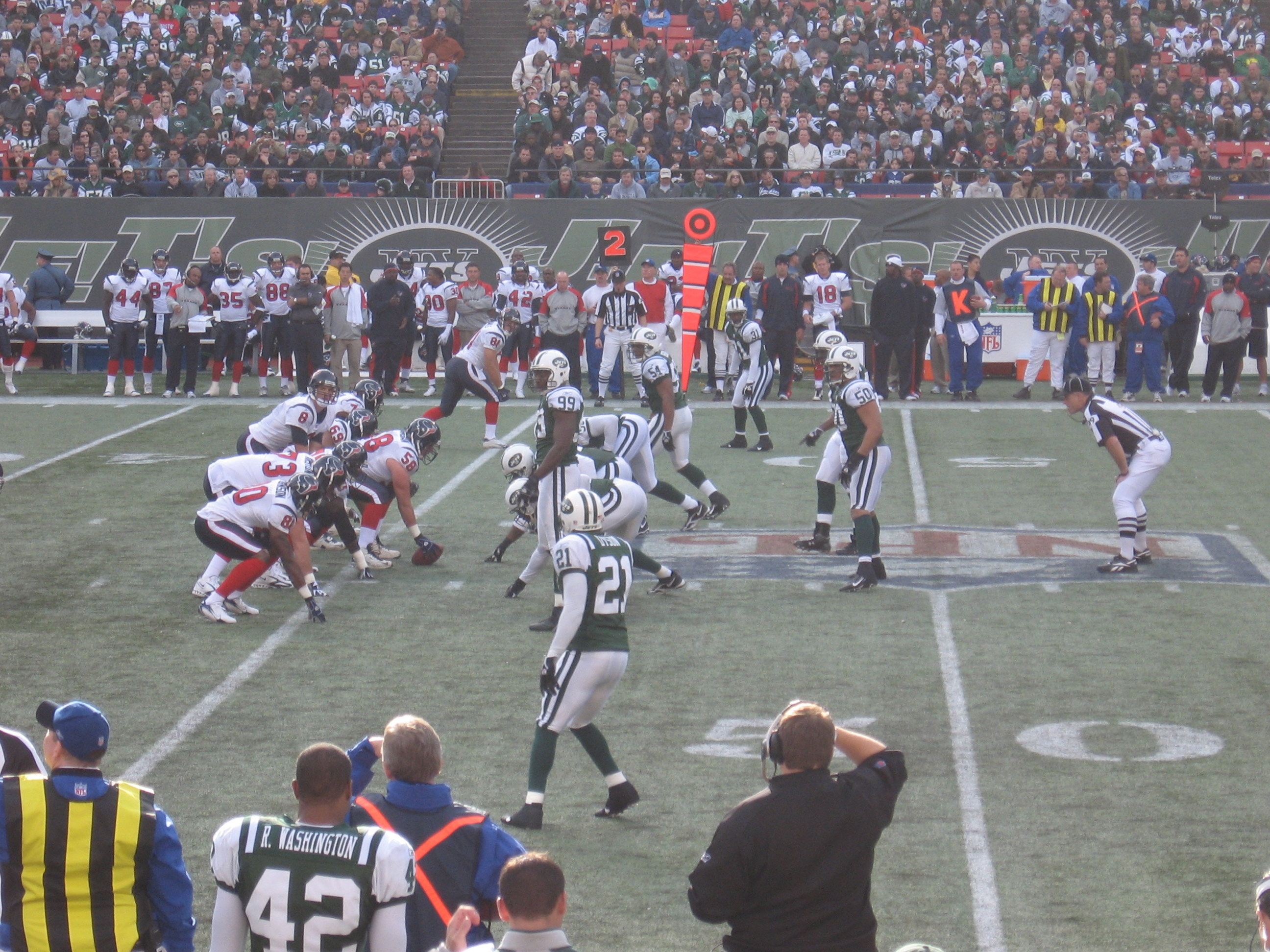
La partita della settimana 12 contro Houston

| Stagione regolare | Stagione regolare       | Stagione regolare  | Stagione regolare            |
| Turno             | Avversario              | Risultato          | Stadio                       |
| ----------------- | ----------------------- | ------------------ | ---------------------------- |
| 1                 | at Tennessee Titans     | V 23–16            | LP Field                     |
| 2                 | New England Patriots    | S 24–17            | Giants Stadium               |
| 3                 | at Buffalo Bills        | V 28–20            | Ralph Wilson Stadium         |
| 4                 | Indianapolis Colts      | S 31–28            | Giants Stadium               |
| 5                 | at Jacksonville Jaguars | S 41–0             | Alltel Stadium               |
| 6                 | Miami Dolphins          | V 20–17            | Giants Stadium               |
| 7                 | Detroit Lions           | V 31–24            | Giants Stadium               |
| 8                 | at Cleveland Browns     | S 20–13            | Cleveland Browns Stadium     |
| 9                 | Settimana di pausa      | Settimana di pausa | Settimana di pausa           |
| 10                | at New England Patriots | V 17–14            | Gillette Stadium             |
| 11                | Chicago Bears           | S 10–0             | Giants Stadium               |
| 12                | Houston Texans          | V 26–11            | Giants Stadium               |
| 13                | at Green Bay Packers    | V 38–10            | Lambeau Field                |
| 14                | Buffalo Bills           | S 31–13            | Giants Stadium               |
| 15                | at Minnesota Vikings    | V 26–13            | Hubert H. Humphrey Metrodome |
| 16                | at Miami Dolphins       | V 13–10            | Dolphin Stadium              |
| 17                | Oakland Raiders         | V 23–3             | Giants Stadium               |

### Playoff
| Playoff   | Playoff        | Playoff              | Playoff | Playoff          | Playoff |
| Round     | Date           | Opponent             | Result  | Game site        | Sintesi |
| --------- | -------------- | -------------------- | ------- | ---------------- | ------- |
| Wild Card | 7 gennaio 2007 | New England Patriots | S 37–16 | Gillette Stadium | Recap   |

## Classifiche
| AFC East                 | AFC East | AFC East | AFC East | AFC East | AFC East | AFC East | AFC East | AFC East | AFC East |
|                          | V        | S        | P        | PCT      | DIV      | CONF     | PF       | PS       | STR      |
| ------------------------ | -------- | -------- | -------- | -------- | -------- | -------- | -------- | -------- | -------- |
| (4) New England Patriots | 12       | 4        | 0        | .750     | 4–2      | 8–4      | 385      | 237      | V3       |
| (5) New York Jets        | 10       | 6        | 0        | .625     | 4–2      | 7–5      | 316      | 295      | V3       |
| Buffalo Bills            | 7        | 9        | 0        | .438     | 3–3      | 5–7      | 300      | 311      | S2       |
| Miami Dolphins           | 6        | 10       | 0        | .375     | 1–5      | 3–9      | 260      | 283      | S3       |

## Premi
- Chad Pennington:

comeback player of the year